# Salvio Huix Miralpéix
Salvio Huix Miralpéix (Santa Margarida de Vallors, 22 de diciembre de 1877-Lérida, 5 de agosto de 1936) fue un clérigo oratoriano español, obispo de Lérida (1935-36), mártir de la Iglesia católica. 
Fue uno de los trece obispos asesinados en la zona republicana durante la guerra civil española, víctima de la persecución religiosa y política.

## Biografía
Nació en la casa solariega de “Huix”, en el  municipio de San Hilario Sacalm, perteneciente a la provincia de Gerona. Ingresó en el seminario de Vich, y el 19 de septiembre de 1903 fue ordenado sacerdote por el obispo José Torras y Bages. Ejerció como vicario de las parroquias de Coll y de San Vicente de Castellet.
El 1907 ingresó en la Congregación del Oratorio de San Felipe Neri. 
En 1927 fue nombrado para la diócesis de Ibiza, y el 28 de enero de 1935 es trasladado al obispado de Lérida, diócesis de la que tomó posesión el 5 de mayo siguiente, sucediendo a Manuel Irurita en la silla diocesana. En 1928 había sido nombrado hijo adoptivo de Vich a propuesta del alcalde de la ciudad, Juan Comella.
Al estallar la Guerra Civil en julio de 1936, se refugia en casa de unos amigos en la misma ciudad, pero al saber que muchos sacerdotes y seglares católicos estaban siendo sistemáticamente detenidos, se entregó voluntariamente a las autoridades revolucionarias, que lo recluyeron en la cárcel de Lérida, de la que fue extraído, y junto con una veintena de personas, trasladado al cementerio de Lérida y allí, asesinado.
El 26 de junio de 2011 el papa Benedicto XVI promulgó el decreto por el que se aprueba su martirio, último paso antes de beatificarlo. Fue beatificado el 13 de octubre de 2013 en Tarragona junto con otros 521 mártires.